# Alsómocsolád
Alsómocsolád (hongrois : Alsómocsolád [ˈɒlʃoːmot͡ʃolaːd] ; allemand : Metschelad ou Mutschlak ; croate : Močilag) est une localité hongroise située dans le comitat de Baranya.

## Nom et attributs

### Toponymie
Le nom de la commune dérive d'un mot d'origine slave signifiant « marécage », « petite flamme » ou « bassin de rouissage du chanvre ». Il fait probablement référence aux caractéristiques naturelles du site, autrefois bordé de terres marécageuses et humides.

## Site et localisation

### Géologie et géomorphologie
La commune d'Alsómocsolád est située sur les versants nord du massif du Mecsek, à la frontière des comitats de Baranya et Tolna, à environ 17 km au sud-est de Dombóvár par la route. Le territoire de la commune est délimité à l'est par des collines boisées et à l'ouest par une vaste plaine. Son altitude varie entre 200 et 220 mètres au-dessus du niveau de la mer.

### Climat
D'un point de vue hydrologique, la région bénéficie de conditions favorables. Le climat est modérément chaud, marqué par une influence océanique dominante. Les étés y sont frais, les hivers doux et les précipitations relativement faibles. Ces conditions climatiques sont particulièrement propices à l'agriculture. 

## Histoire
Des vestiges archéologiques attestent d'une présence humaine à Alsómocsolád dès la Préhistoire. Des objets datant de l'âge du bronze et de l'époque romaine y ont été découverts. En 1900, une importante trouvaille a mis au jour un trésor de 1 296 pièces d'argent romaines.
Le premier document écrit mentionnant le village remonte à 1294, où il apparaît sous la forme Mocholai. À cette époque, la localité appartenait à l'abbaye de Veszprém. Son toponyme et les découvertes archéologiques suggèrent une occupation continue du territoire à travers les siècles, dans la région du Baranyai-hegyhát.
Au XIIe siècle, la région était sous le contrôle de l'abbaye bénédictine de Mágocs. À la suite d'une donation du roi Ladislas II en 1510, Alsómocsolád fut intégré aux domaines du seigneur Ferenc Bodó, avec 24 autres villages situés à la frontière des comitats de Tolna, Somogy et Baranya.
Durant l'occupation ottomane, le village fut ravagé et pillé. Ses habitants, après avoir fui, revinrent progressivement et reconstruisirent leur communauté à l'emplacement actuel d'Alsómocsolád.
À partir de la fin du XVIIe siècle, la population du village était composée de Hongrois, de Serbes, ainsi que d'autres groupes ethniques tels que des Wallons, des Slaves, des Allemands et des Italiens. Cependant, au fil du temps, les communautés hongroise et allemande devinrent prédominantes.
Un événement marquant eut lieu en 1872 avec la construction de la ligne ferroviaire reliant Dombóvár à Bátaszék, Baja et Csikéria. Lors des travaux, des ouvriers italiens mirent accidentellement (ou intentionnellement) le feu aux habitations du village, qui furent ensuite reconstruites par les habitants.
Deux grandes familles nobles influencèrent significativement la vie locale : les Perczel et les Sztankovánszky. À l'initiative d'András Perczel et de Ferenc Perczel, l'église du village fut édifiée entre 1826 et 1836, avant d'être consacrée à saint André. L'édifice est aujourd'hui classé monument historique.
Au début du XXe siècle, le village comptait 746 habitants se déclarant Hongrois et 68 de nationalité allemande. Après la Seconde Guerre mondiale, en 1947, les autorités lancèrent l'expulsion de la population allemande. En 1970, la localité comptait 570 habitants hongrois et 43 allemands. Dès les années 1960, la population commença à décliner.
En 2019, Alsómocsolád a célébré le 725ᵉ anniversaire de sa première mention écrite. À cette occasion, plusieurs événements ont été organisés dans la commune.

## Population

### Minorités culturelles et religieuses
Lors du recensement de 2011, la population d'Alsómocsolád se déclarait majoritairement hongroise (97,1 %), avec des minorités rom (2,3 %), allemande (7,1 %) et croate (0,3 %). Un faible pourcentage (0,3 %) n'a pas souhaité répondre à la question sur l'appartenance ethnique. En raison des identités multiples, le total des pourcentages peut dépasser 100 %.
Concernant l'appartenance religieuse, 66,9 % des habitants se déclaraient catholiques romains, 2,3 % réformés, 1,3 % luthériens, tandis que 28,3 % se déclaraient sans religion et 1,3 % ne se sont pas prononcés.
En 2022, la répartition ethnique a évolué, avec 82,7 % de la population s'identifiant comme hongroise, 3,9 % comme rom, 2,8 % comme allemande, 0,7 % comme roumaine et 2,5 % appartenant à d'autres nationalités non hongroises. Le taux de non-réponse s'élevait à 15,5 %.
D'un point de vue religieux, 56,5 % des habitants se déclaraient catholiques romains, 2,5 % réformés, 0,4 % évangéliques, 0,4 % grecs-catholiques, 0,7 % d'autres confessions chrétiennes et 0,4 % d'une autre branche du catholicisme. Par ailleurs, 9,9 % des habitants se déclaraient sans religion et 29,3 % n'ont pas répondu à la question.

## Équipements

### Éducation
L'école d'Alsómocsolád a été fermée en 1979, suivie de la bibliothèque en 1984. Depuis lors, la commune ne dispose plus d'école ni de maternelle, et les enfants sont scolarisés dans la localité voisine de Mágocs. En 1997, un teleház (centre de télécommunication communautaire) a été inauguré, et un centre de conférences a ensuite été construit dans le village.

### Réseaux extra-urbains
Il s'agit d'un village en cul-de-sac, accessible uniquement par une route secondaire (n° 65 174) qui bifurque vers le sud depuis la route 6534, reliant Bonyhád à Kaposszekcső, au niveau du centre de Mágocs.
Alsómocsolád dispose de bonnes infrastructures de transport. Trois capitales de comitat — Pécs, Kaposvár et Szekszárd — se trouvent à des distances à peu près équivalentes. En voiture, la commune est également rapidement accessible depuis trois villes moyennes : Komló, Dombóvár et Bonyhád. De plus, la station thermale réputée de Gunarasfürdő, située à Dombóvár, est à environ 20 km.
Le village est également desservi par le chemin de fer. La ligne ferroviaire Dombóvár–Bátaszék, construite en 1872, passe à environ 2 à 3 km du centre de la commune. Alsómocsolád partage une gare avec la localité voisine de Mágocs, sous le nom de Mágocs-Alsómocsolád.

## Économie
Alsómocsolád abrite une unité de production de l'entreprise Pick Szeged Zrt., ainsi que les sociétés Baranya Tégla et Brannau 2002 Kft.. Par ailleurs, la commune gère une société d'intérêt public, Mocsolád Községfejlesztő és Szolgáltató Közhasznú Társaság, qui est en activité depuis décembre 1998.

## Patrimoine urbain
L'église Saint-André (Szent András-templom) a été construite entre 1826 et 1836 sous l'impulsion des familles Perczel et Sztankovánszky. Ce monument, aujourd'hui protégé, est décoré de grandes fresques et a été consacré à saint André en 1836. Il a fait l'objet de plusieurs restaurations au fil du temps : en 1977, la façade extérieure a été rénovée, et en 1993, l'intérieur a été restauré.
Le château Sztankovánszky, autrefois demeure aristocratique, est aujourd'hui utilisé comme maison d'hôtes. Il est entouré d'un vaste parc, agrémenté d'un parc de sculptures, qui constitue un espace paysager apprécié des visiteurs.
Alsómocsolád possède également un planétarium, qui permet aux visiteurs de découvrir l'astronomie à travers des projections éducatives et des activités scientifiques.
En 1996, la commune a inauguré le parc commémoratif du millénaire (Millecentenáriumi emlékpark), célébrant le 1 100ᵉ anniversaire de l'installation des Hongrois dans le bassin des Carpates. Ce site symbolique s'inscrit dans une démarche de mémoire et de transmission de l'histoire nationale.
Enfin, plusieurs éléments commémoratifs rendent hommage à Rigatz, figure locale marquante. Parmi eux, on trouve l'arbre du souvenir (Rigatz-emlékfa), la statue de Rigatz (Rigatz-szobor), inaugurée en 2008, ainsi que l'aire de repos de Rigatz (Rigatz-pihenő), aménagée en 2011.

## La ville dans les représentations
En 2019, l'écrivain Sándor Szélesi a publié le roman A szellemtáltos legendája (« La Légende du chaman fantôme »), un récit d'aventure historique et mystique qui s'inspire des 725 ans d'histoire d'Alsómocsolád. À travers cette œuvre, l'auteur revisite le passé de la commune en mêlant fiction et éléments historiques.